# Bucătăria argentiniană
„Carnea” și carnea de pui

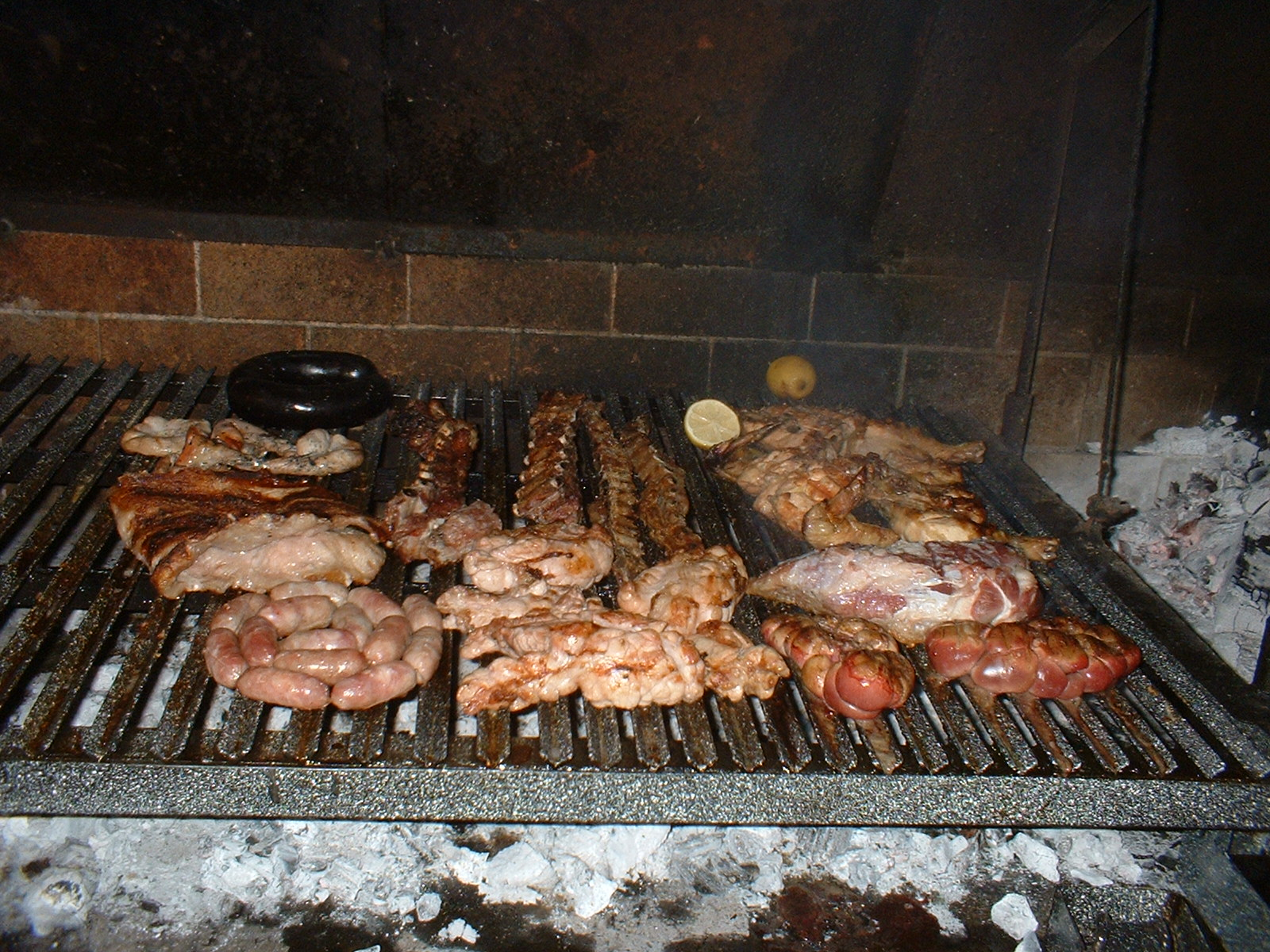
Asado

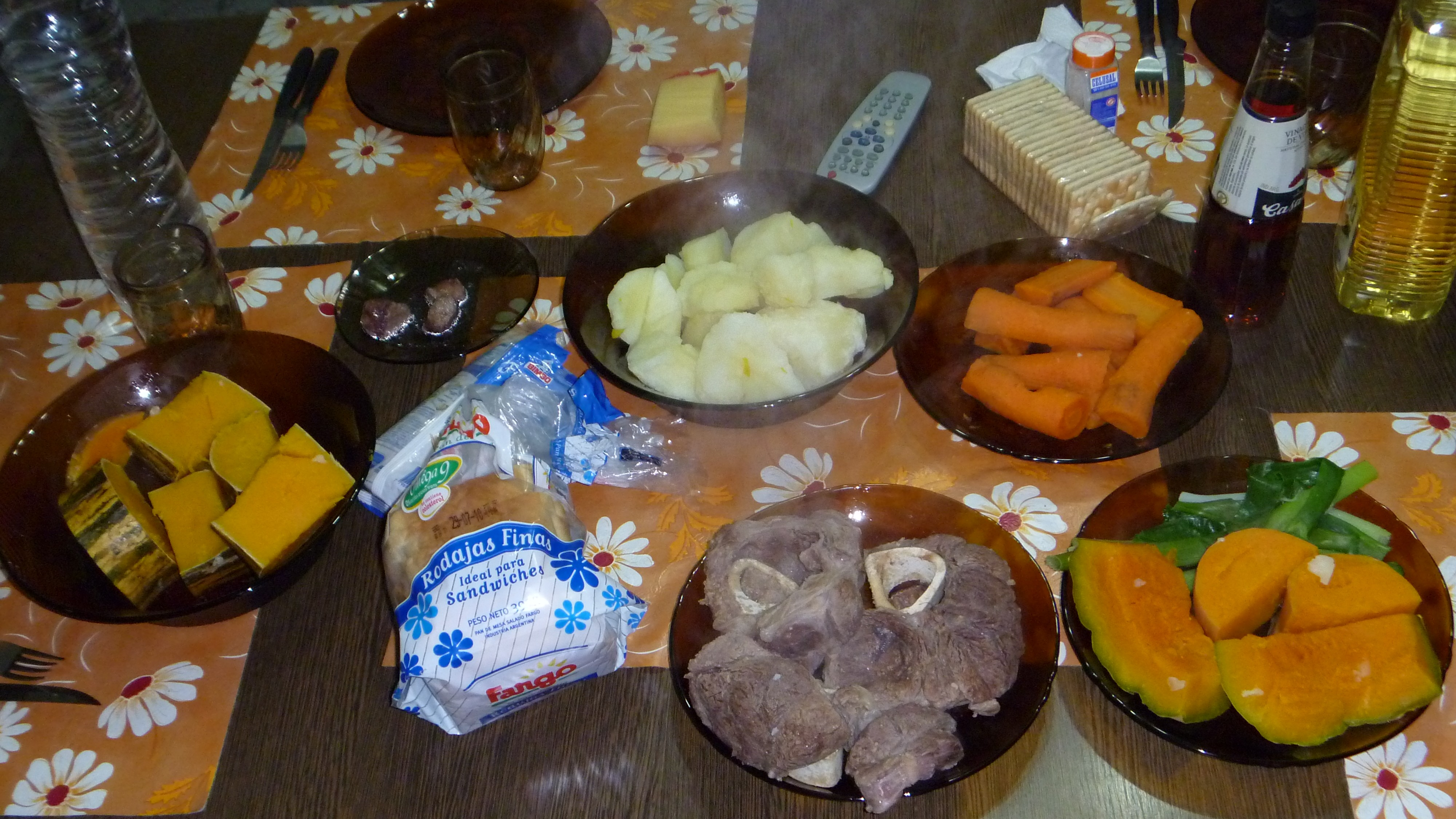
Puchero

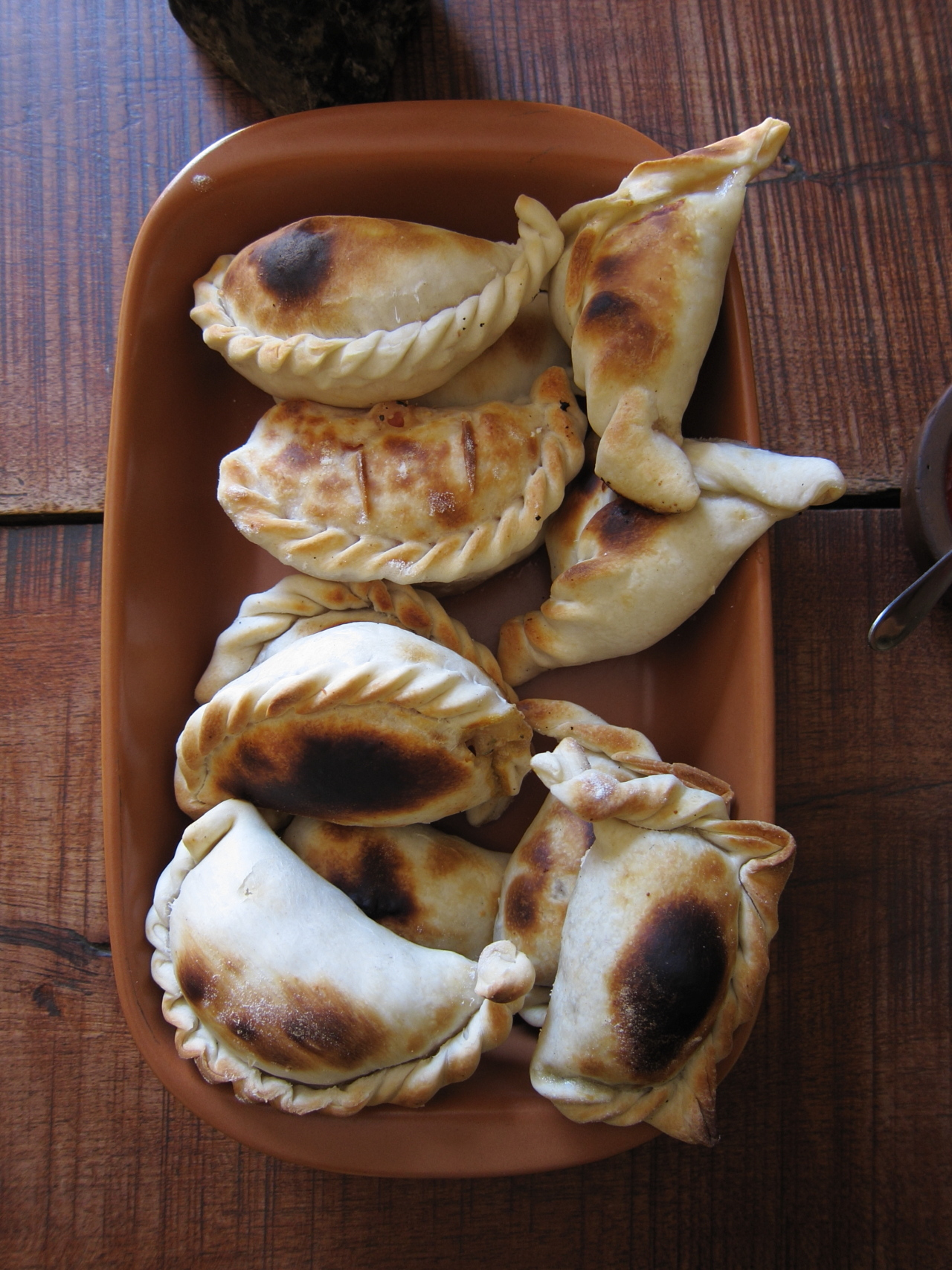
Empanadas

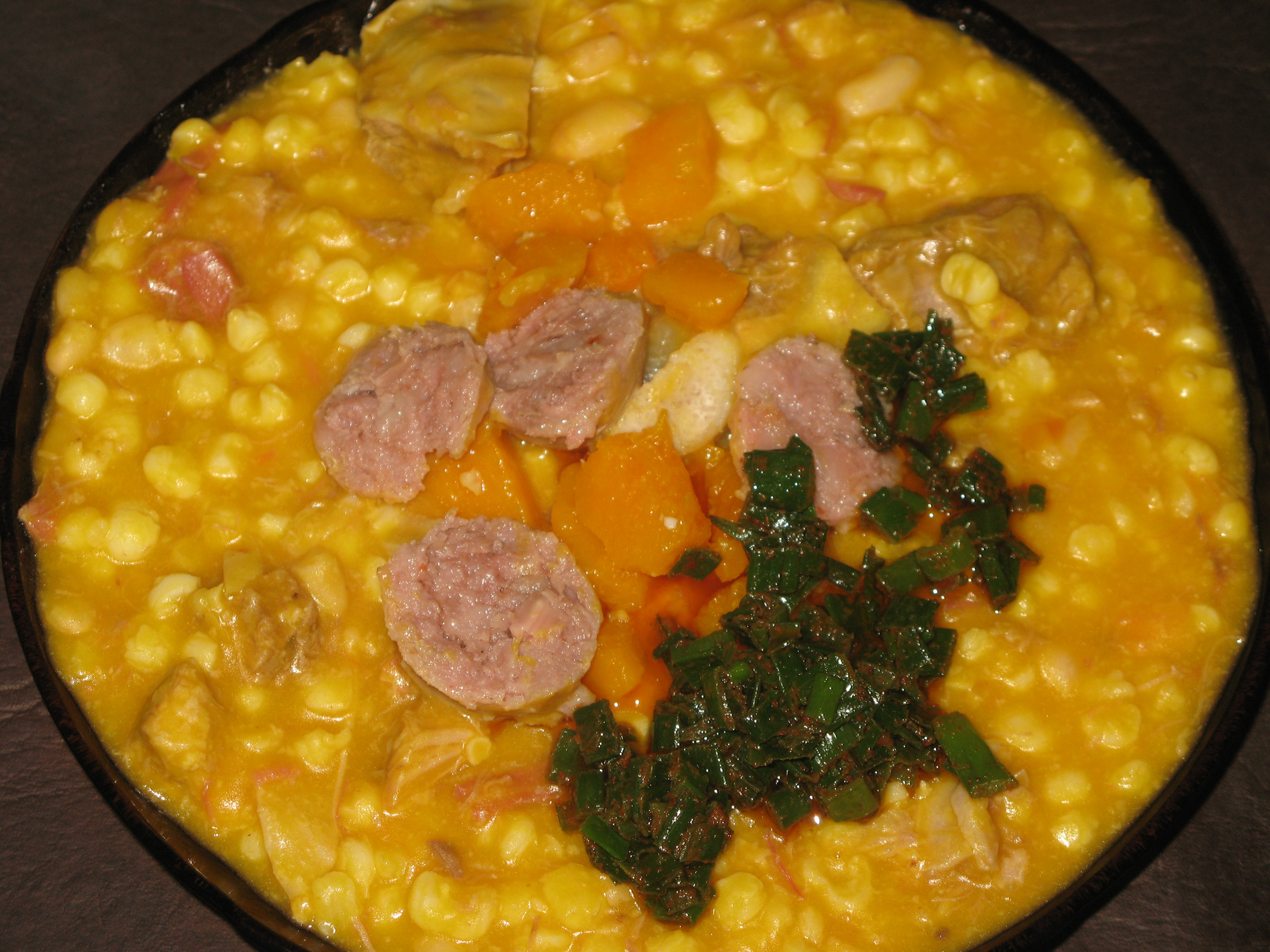
Locro

Felul clasic argentinian este asado, un grătar mixt care cuprinde atât achuras (măruntaie), cât și cârnați chorizo (mai puțin picanți decât cei din Mexic), vacio (fleică), costillas (costiță) și alte feluri de carne. De obicei se prepară cu chimichurri marinade pe bază de usturoi si nu foarte picant – altfel de mâncăruri sunt rareori pe placul argentinienilor - și poate include, de asemenea, carne de pui sau de porc și ardei copți. În Patagonia, punctul de atracție al acestei mâncări este mielul suculent, de obicei fript la proțap. În unele zone se folosește chiar capră. Majoritatea argentinienilor preferă carne de vită bien cocido (bine făcută), dar unii comandă apunto (gătită mediu) sau jugoso (în sânge). 
Anumite feluri de mâncare pot fi considerate „de răsfaț”. Vândut deseori la tarabe, choripanul înconjoară cârnatul chorizo fript cu o crustă și este garnisit cu chimichurri sau muștar. Milanesa este un cotlet în foitaj, de obicei prăjit (și de aceea unsuros), dar câteodată este și copt. Felurile de mâncare cu vânat, cum ar fi venado (căprioară sau cerb), jabalí (mistreț), ñandú (struț) și guanaco, majotitatea din Patagonia, își fac încet loc pe meniurile argentiniene.
Pește si fructe de mare
	Opinia generală este că argentinienii nu sunt mari consumatori de fructe de mare, dar arheologul urban Daniel Schávelzon a descoperit dovezi cum că locuitorii vechi din Buenos Aires consumau cantități substanțiale de pește. Tradițiile spaniole și basce se disting clar în feluri precum abadejo al arriero (caserolă de merlan), gambas al ajillo (creveți cu usturoi) sau rabas (inele de calamar). Merluza (merluciul) este cel mai bun pește oceanic pe care îl poți găsi, iar centolla (crabul regal) este crustaceul numărul unu. 
	Trucha (păstrăvul) argentinian se găsește în meniuri din întreaga țară, dar râurile din Mesopotamia sunt renumite pentru pești precum boga, pacú (o rudă a piranha) și surubí (somn de Paraná). În Buenos Aires și alte câteva orașe există numereoase restaurante de sushi care variază în funcție de calitate.
Camida Criolla
	Bucătăria argentiniană are multe feluri de mâncare, inclusiv regionale, gustări sau deserturi ce nu pot fi încadrate cu ușurință în nicio categorie, dar sunt caracteristice aceste țări. 
	Puchero, de exemplu, este o tocană cu carne de vită fiartă, suncă sărată, cartofi și alte legume. Carbonada are cam aceleași ingrediente, dar conține în plus știuleți de porumb, stafide și alte „detalii regionale”. Într-o țară în care mâncarea picantă este neobișnuită, locro întâlnit în nord-vestul Argentinei este o tocană cu mămăligă în care se pun o mulțime de cărnuri diferite, cârnați și legume asezonate cu chimion, boia și ardei iuți. Originar tot din partea de nord-vest, humitas seamană cu tamales mexican.
	Pastel de papa este un fel de plăcintă din carne tocată cu piure de cartofi. Empanada argentiniană, o plăcintă din aluat pufos cu diferite umpluturi, printre care carne de vită tocată, pui, șuncă și brânză sau miel, cu legume, ouă, măsline, stafide și mirodenii este o gustare sau un aperitiv deosebit de gustos.
Paste și pizza
	Aproape orice fel de mâncare posibil al cărui nume se termină într-o vocală poate fi găsit pe listele de meniuri argentiniene, mulțumită în mare parte imigrației italienești care a transformat țara în secolul al XX-lea. Mâncărurile italo-argentiniene de calitate pot fi găsite chiar și în cele mai îndepărtate hanuri din Gran Chaco. 
	Mâncărurile standard sunt lasanga, polenta, ravioli și risotto. O specialitate anume are un statut aparte în cultura argentiniană: obiceiul este ca popularele și ieftinele ñoquis (gnocchi de cartofi) să fie mâncate în a douăzeci și noua zi din lună, atunci când familia rămâne fără bani. Ñoqui este și un termen lunfardo (argotic) pentru funcționarii publici care nu fac mai nimic, dar apar la sfârșitul lunii ca să își încaseze salariul. Pizza argentiniană are de obicei crusta subțire a la piedra, cu mozzarella și feli subțiri de șuncă sau pepperoni deasupra. Populare sunt și fugazza fără sos, doar cu ceapă, și ruda sa fugazzeta cu ceapă și mozzarella. În ultimii ani, unele pizzerii au început să inventeze variante mai interesante, adăugând, de exemplu, legume la grătar.
Fructe și deserturi
	Argentina produce toate fructele tipice climei sale, cum ar fi mere, struguri, piersici, pere, prune, portocale și altele. Acestea sunt ingrediente obișnuite din ensalada de frutas (salată de fructe, cunoscută și sub numele de macedonia), o prezență obișnuită în meniurile din toată țara.
	Flan (cremă de ouă cu caramel sau frișcă pe deasupra) este și el un desert des întâlnit. Argentinienii întind o cantitate considerabilă de dulce de leche – un fel de lapte condensat caramelizat – peste orice și îl mănâncă chiar și direct din borcan. 
	Având originile în tradiția italienească, argentiniana helado (înghețata) este printre cele mai bune din lume. Aromele de vanilie, cacao și căpșune sunt cele mai obișnuite, dar se găsesc zeci de alte variante ale acestora – ciocolată dulce-amăruie sau ciocolată cu alune, de exemplu - și în plus specialități cum ar fi spumă de lămâie și, desigur, dulce de leche. Cele mai bune heladerías sunt buticurile micuțe de cartier care produc cantități mici în fiecare zi.
Vin, bere și băuturi spirtoase
	Argentina este al cincilea producător de vin din lume, dar abia în ultimii doi ani a devenit un exportator de talie mondială. În ultima vreme, în Buenos Aires și, de asemenea, în multe orașe din provincie au apărut baruri sofisticate pentru băutorii de vin.
	Provincia Mendoza este producătorul dominant, cu sute de podgorii, inclusiv în jurul capitalei cu același nume, dar există importante regiuni viticole și in provinciile San Juan și Salta și, de asemenea, în provincia Río Negro din Patagonia. Producătorii cultivă toate soiurile cunoscute, dar soiurile de marcă ale țării sunt „Malbec tinto” (roșu) și secul, dar aromatul „Torrontés blanco” (alb).
	În Argentina se consumă multă bere, cea fabricată industrial cum este „Quilmes”, dar producătorii regionali fac și bere artizanală în orașe precum El Bolsón, din nordul Patagoniei. 
	Majoritatea băuturilor spirtoase sunt importate. Ginebra Bols (băutură distilată din orz, grâu și secară) și Caña (băutură din trestie de zahăr) sunt tipice pentru Argentina.

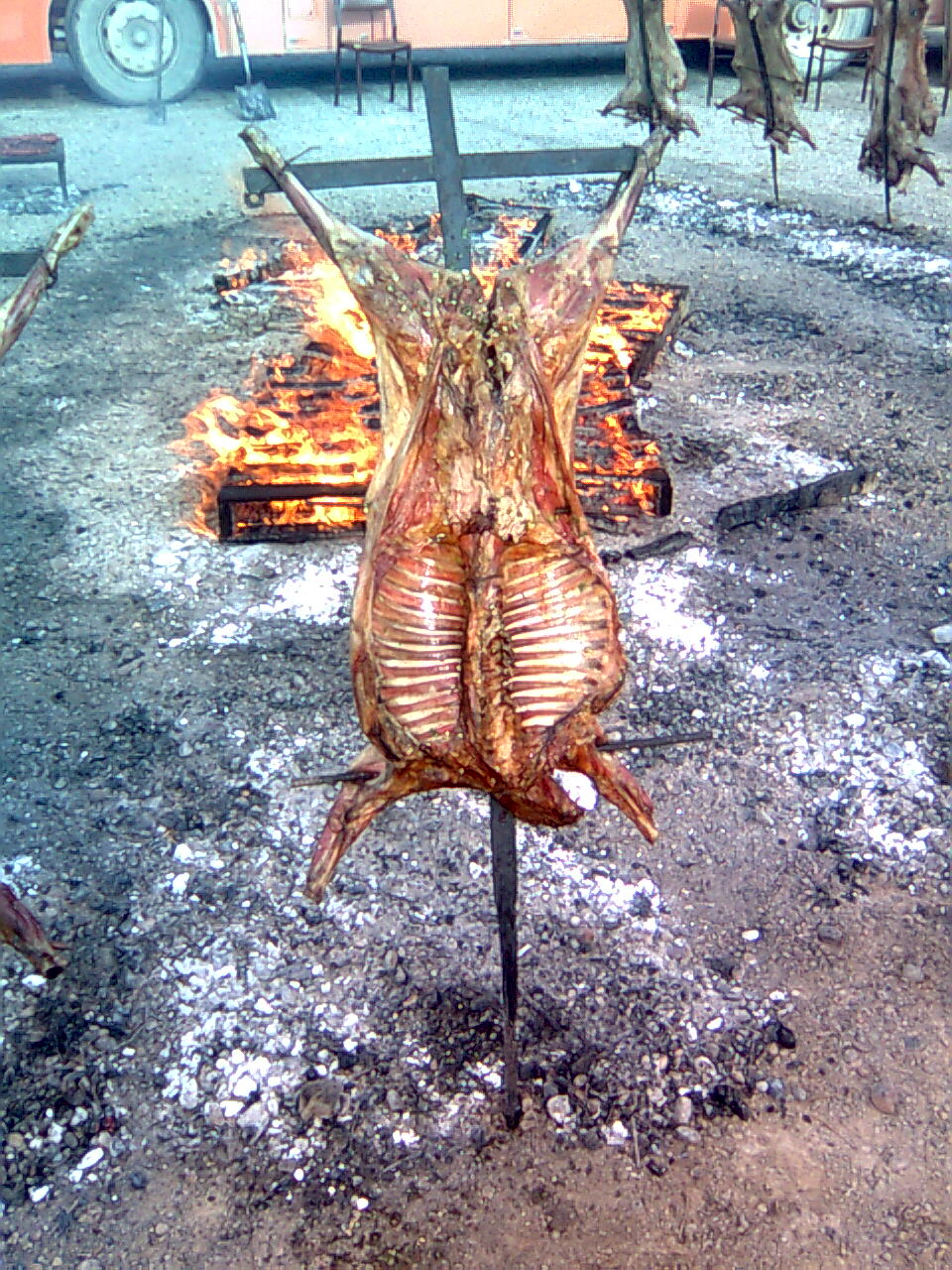
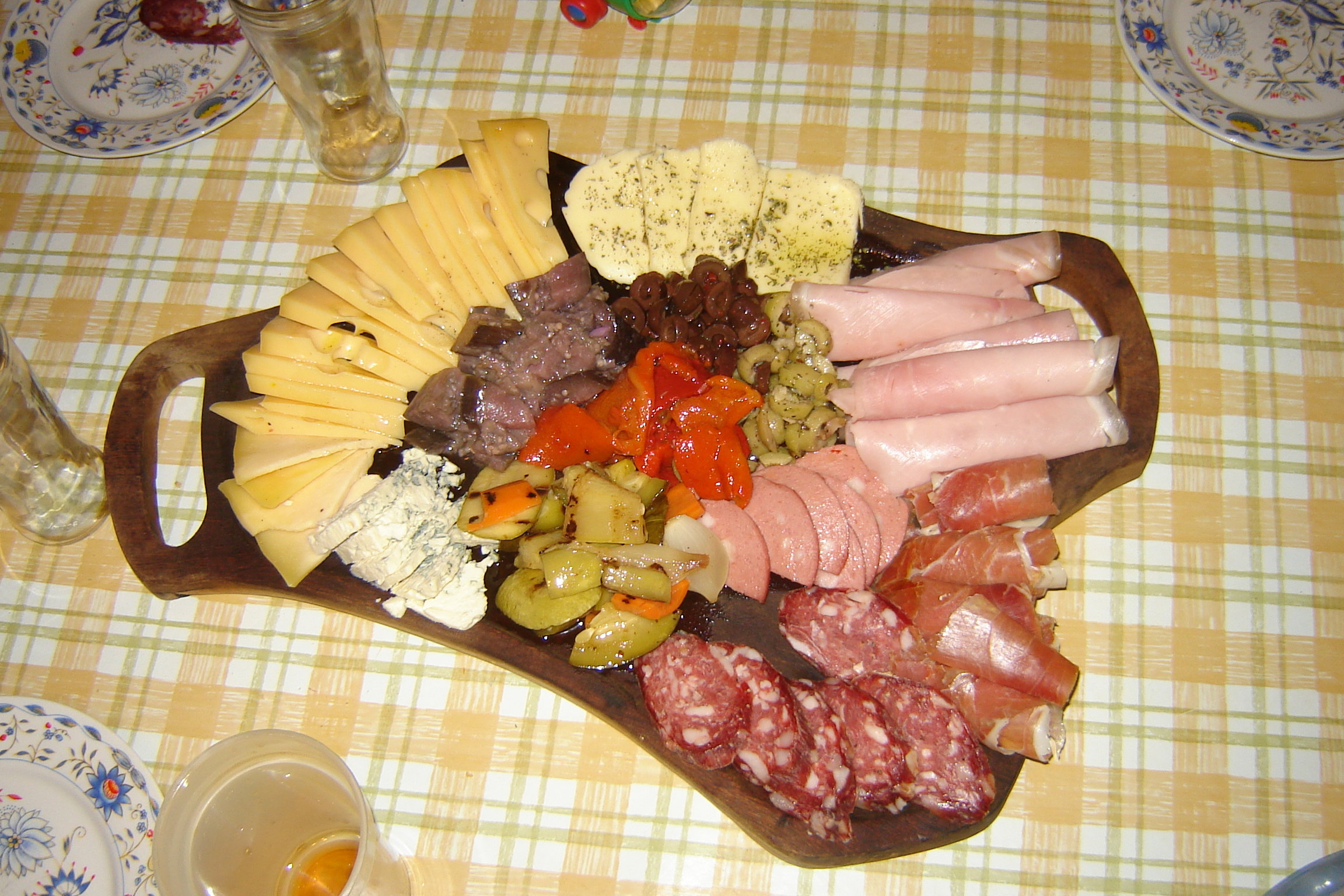
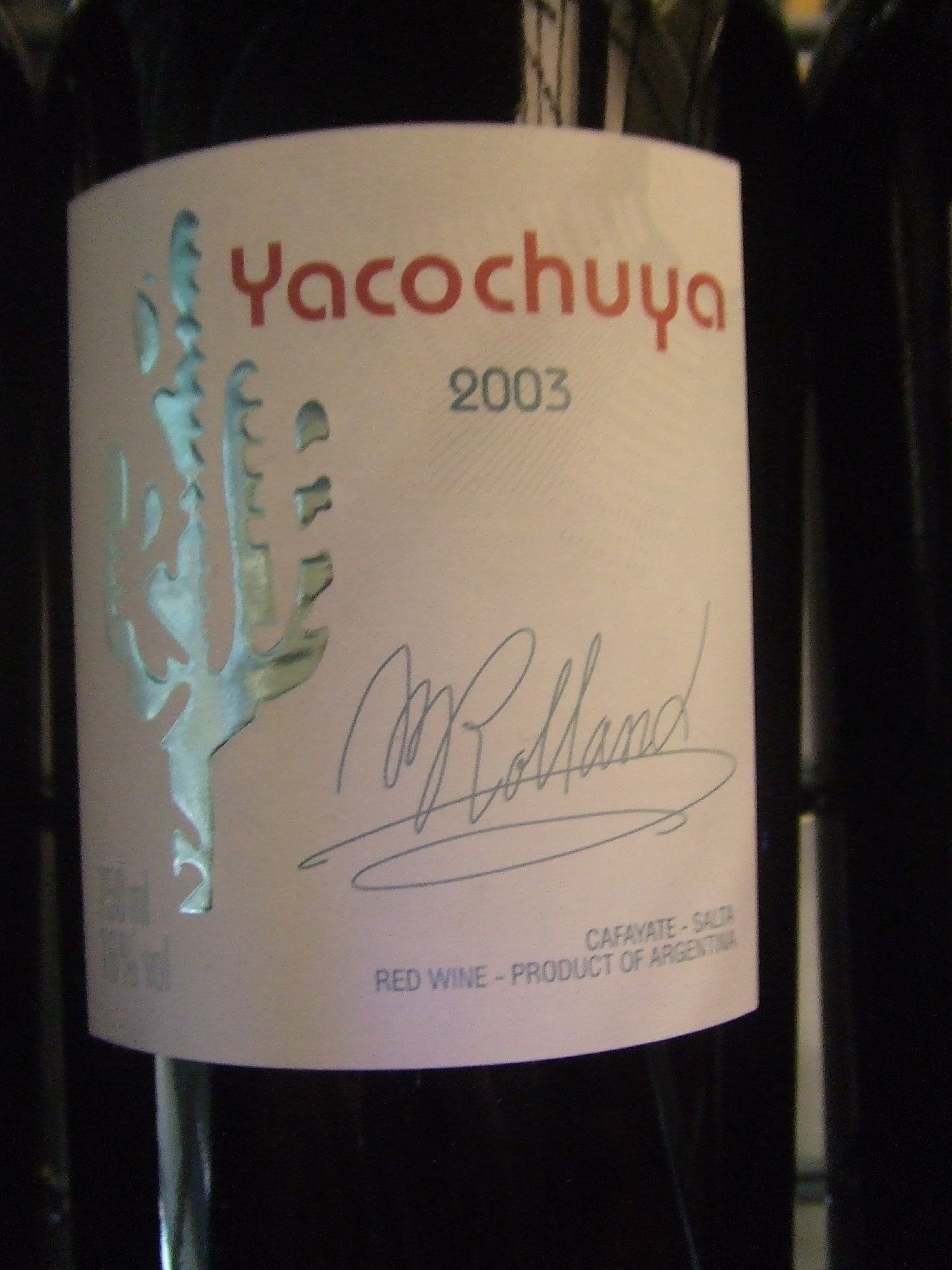
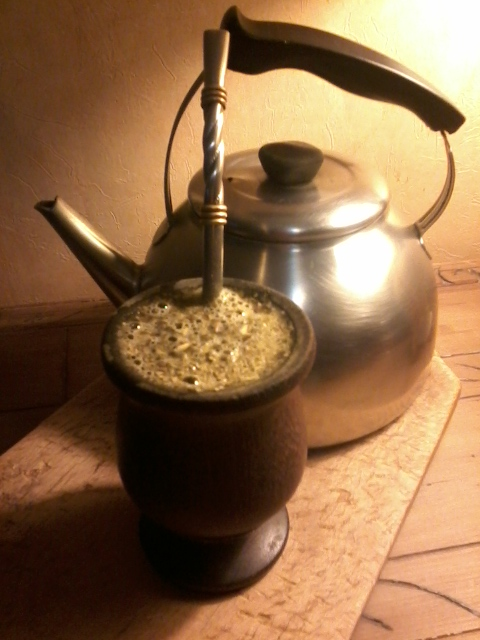
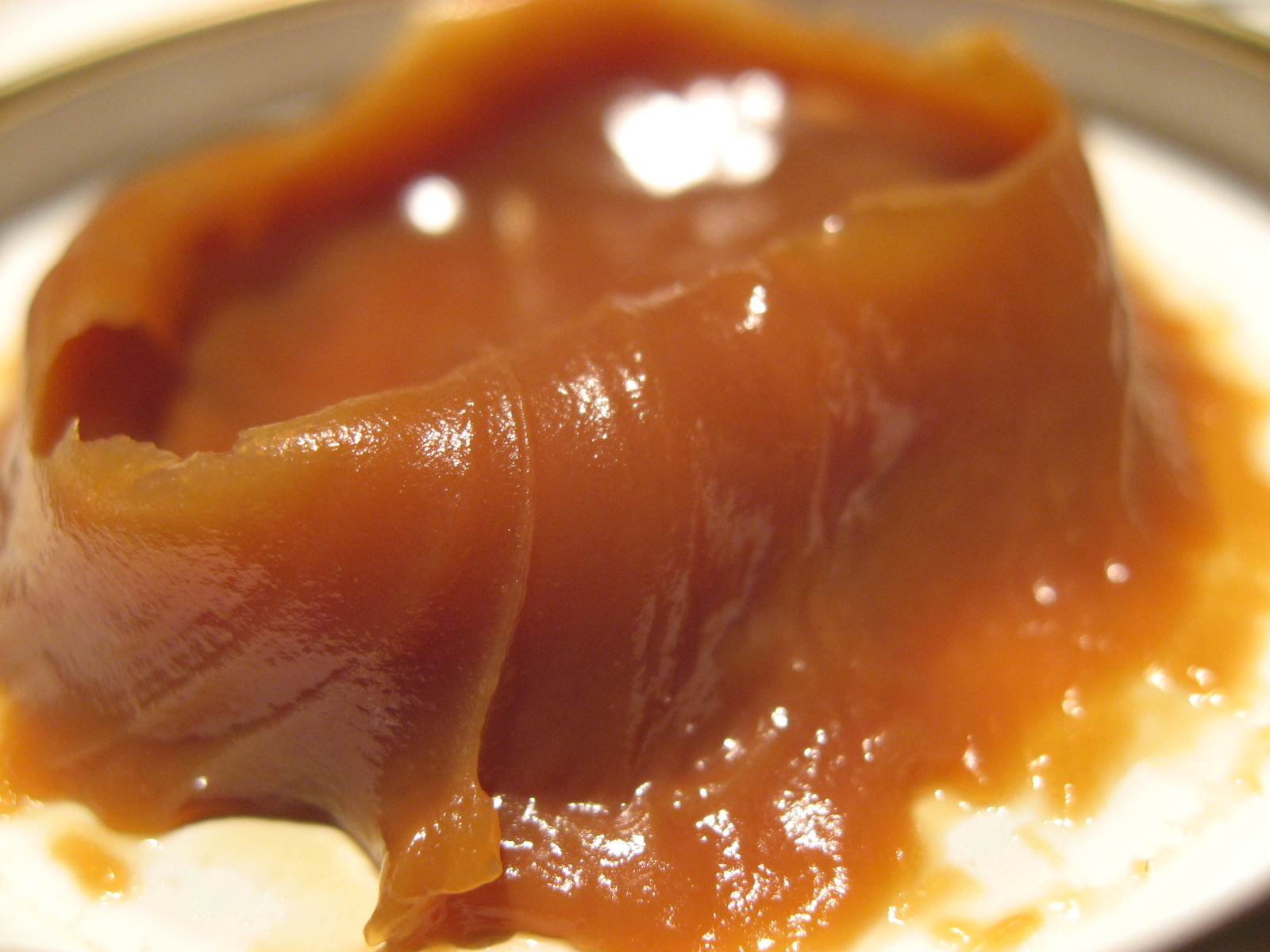
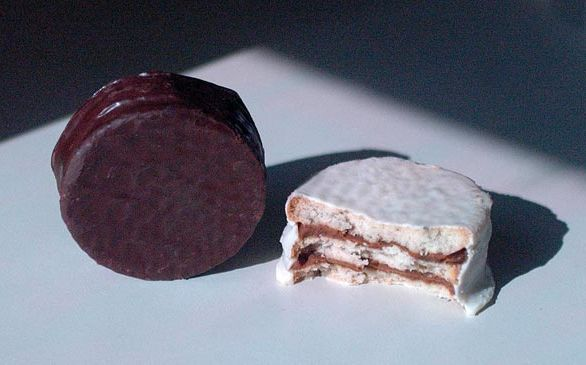